# Pitcairnia abundans
Pitcairnia abundans är en gräsväxtart som beskrevs av Lyman Bradford Smith. Pitcairnia abundans ingår i släktet Pitcairnia och familjen Bromeliaceae. Inga underarter finns listade i Catalogue of Life.